# William Curtis
Pour les articles homonymes, voir Curtis.
William Curtis est un botaniste britannique, né le 11 janvier 1746 à Alton (Hampshire) et mort le 7 juillet 1799 à Brompton.

## Biographie

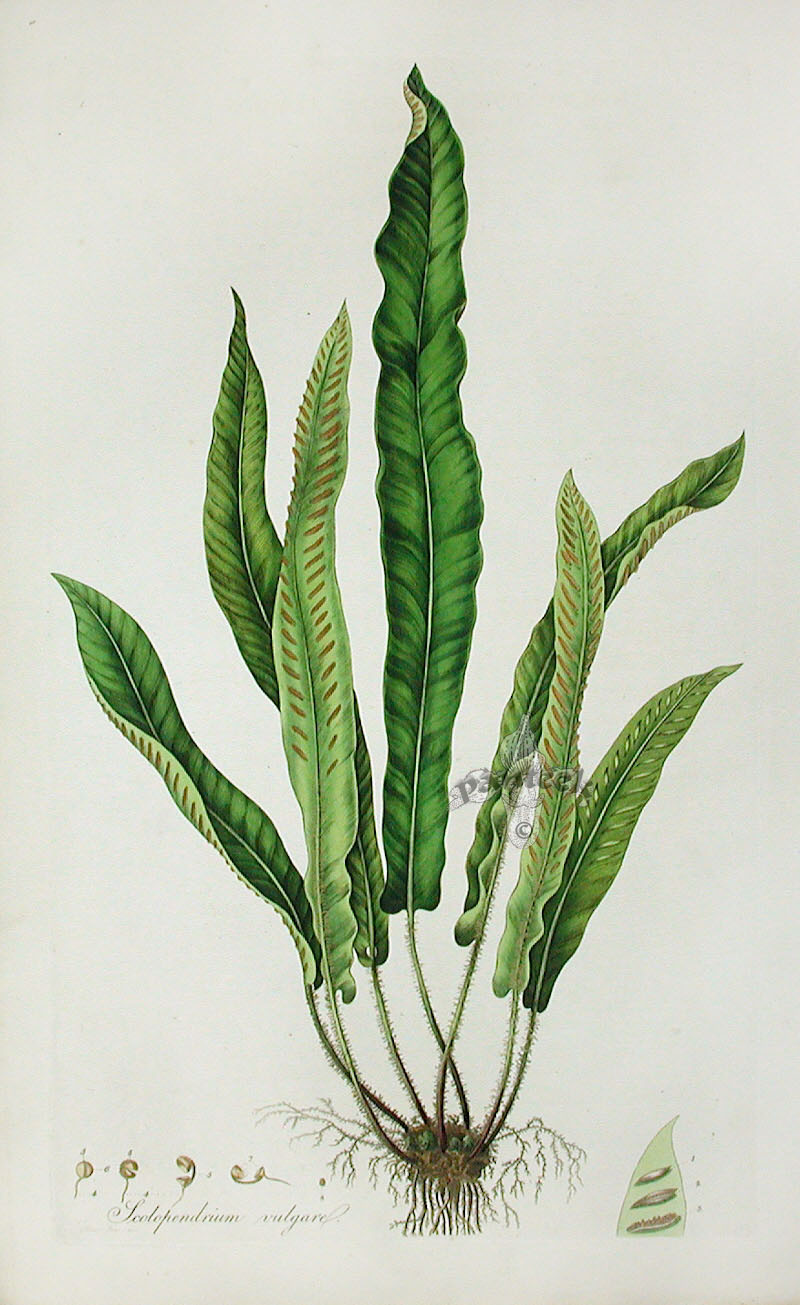
Scolopendrium vulgare, William Curtis, Flora Londinensis

Pharmacien de formation, il est démonstrateur de botanique dans des écoles de médecine. Il est le créateur du jardin botanique de Lambeth Marsh ainsi que celui de Brompton.
Il crée la revue The Botanical Magazine en 1787. Il est fait membre de la Royal Society.
Curtis est notamment l’auteur de Flora Londinensis. Or plates and descriptions of such plants as grow wild in the environs of London: With their places of growth, and times of flowering; their several names according to Linnaeus and other authors: With a particular description of each plant in Latin and English. To which are added their several uses in medicine, agriculture, rural oeconomy, and other arts (deux volumes chez White à Londres, 1777), les illustrations sont signées par James Sowerby (1757-1822), Lectures on Botany (trois volumes, 1813-1814).
Il s’intéresse aussi aux insectes et à leur relation avec la flore.